# لژیون آزاد عربی

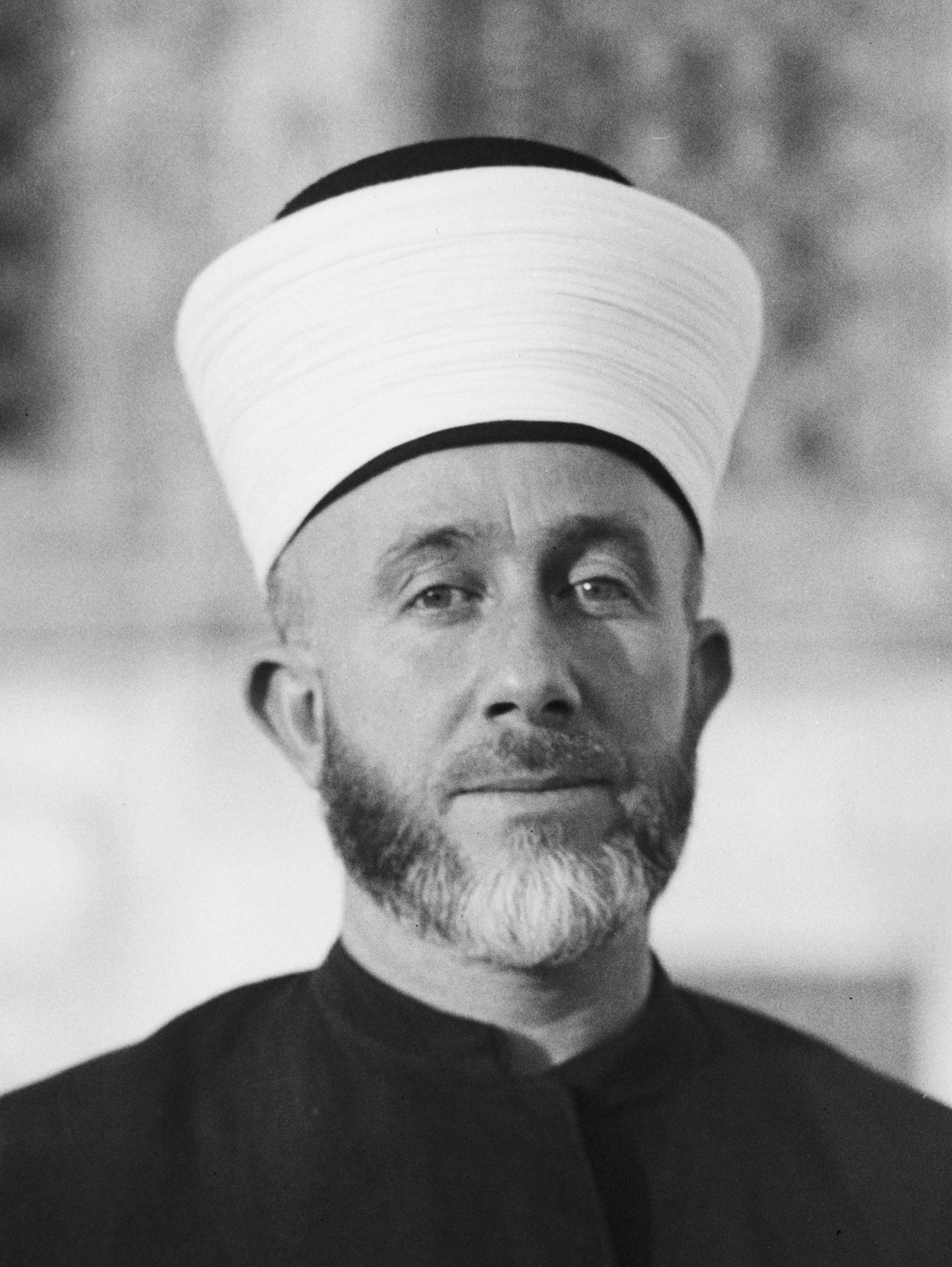
امین الحسینی، مؤسس لژیون آزاد عربی.

لژیون آزاد عربی (به عربی: جيش بلاد العرب الحرة) (به انگلیسی: Free Arabian Legion) یک واحد از نیروهای ارتش آلمان نازی در خلال جنگ جهانی دوم بود که از داوطلبانِ عرب مناطق خاورمیانه و شمال آفریقا تشکیل شده بود.
این واحد توسط محمد امین الحسینی و رشید علی تأسیس شد که پیشنهاد یک واحد نظامی از داوطلبان عرب را به آدولف هیتلر داده بودند و هیتلر نیز در سال ۱۹۴۱ آن را پذیرفت. این واحد در واقع بر روی یک واحد کوچک تحت فرماندهی هلموث فلمی بنا گذاشته‌شد، که در واقع هدفشان کمک به شورشیان پرو-نازی در عراق بود که توسط بریتانیا سرکوب شدند. این واحد در ابتدا در سوریه مستقر شد و از تعداد زیادی عراقیان تبعیدی و سوری‌ها تشکیل شده بود. پس از فتح سوریه توسط بریتانیا و ارتش آزادیبخش فرانسه، این واحد به سونیون در یونان منتقل شد و در آن‌جا نیروهای بیشتری به این واحد پیوستند که شامل عرب‌ها و نیروهای مسلمان ساکن اروپا بودند؛ بعضی از این نیروها به صورت داوطلبی و بعضی نیز زندانیان جنگی بودند.
نازی‌ها به این صورت برای این لژیون برنامه‌ریزی کرده بودند که ابتدا این لژیون قفقاز را تصرف کند، سپس با راه‌اندازی یک شورش در عراق از این واحد برای تصرف عراق استفاده کند (برنامه‌ای که هیچوقت محقق نشد).
در عملیات مشعل نیروهای متفقین، تونس (که تحت حکومت فرانسه ویشی بود) را گرفتند. در خلال نبرد فرماندهی آلمان نازی اعراب تونسی را به ملحق شدن به لژیون فراخواند.
در نوامبر ۱۹۴۳ لژیون در پلوپونزِ یونان که در اشغال نیروهای محور بود به عنوان رسته ۴۱اُم پیاده‌نظام وارد درگیری با «نیروهای مقاومت ضدفاشیست یونان» شد.

## نگارخانه

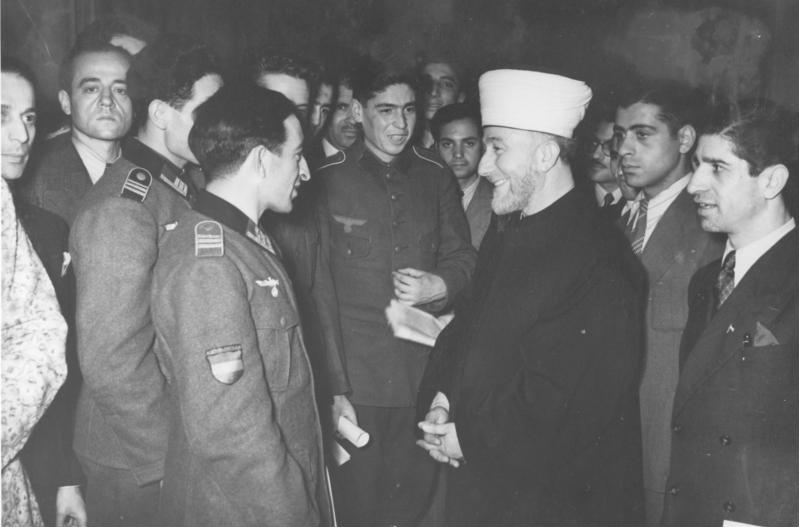
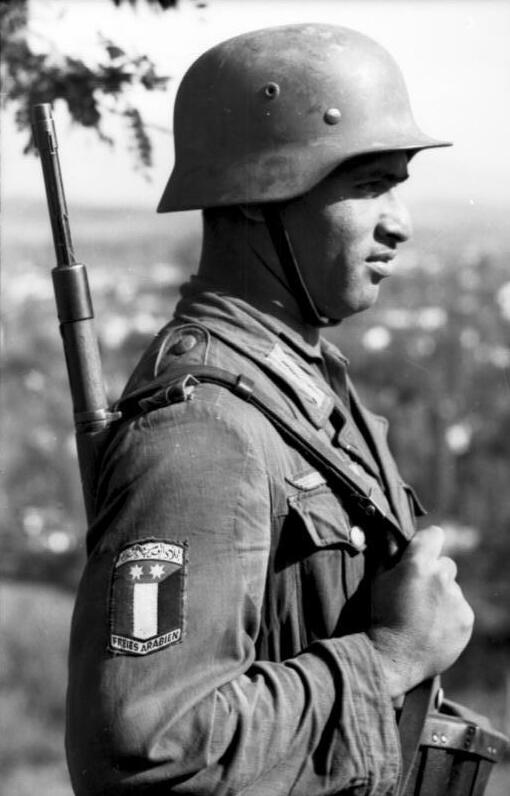
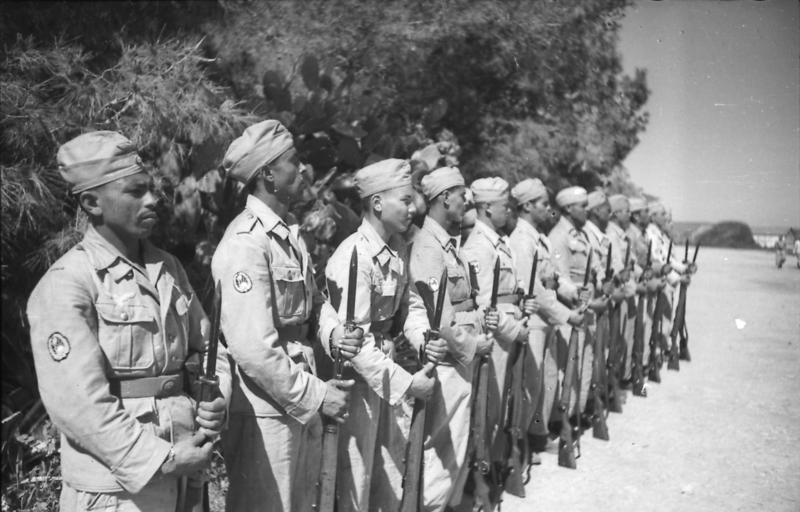
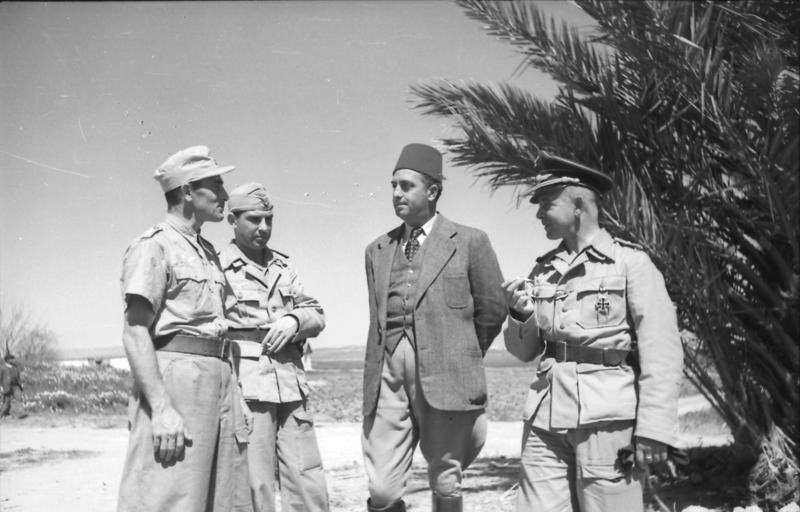
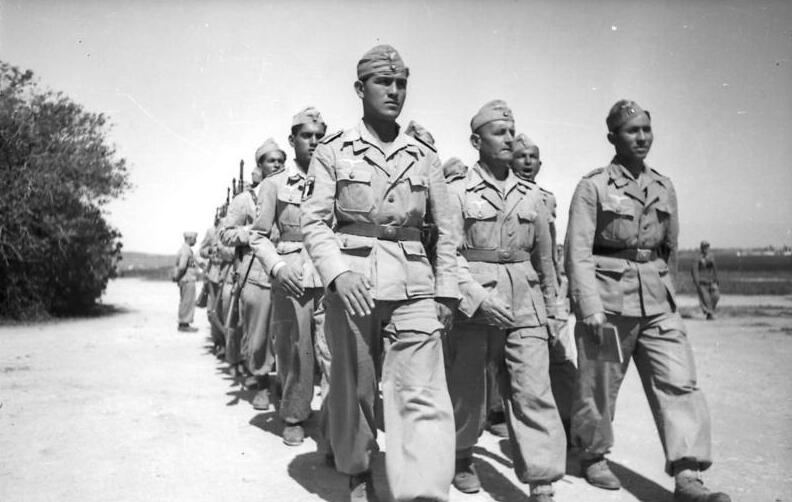
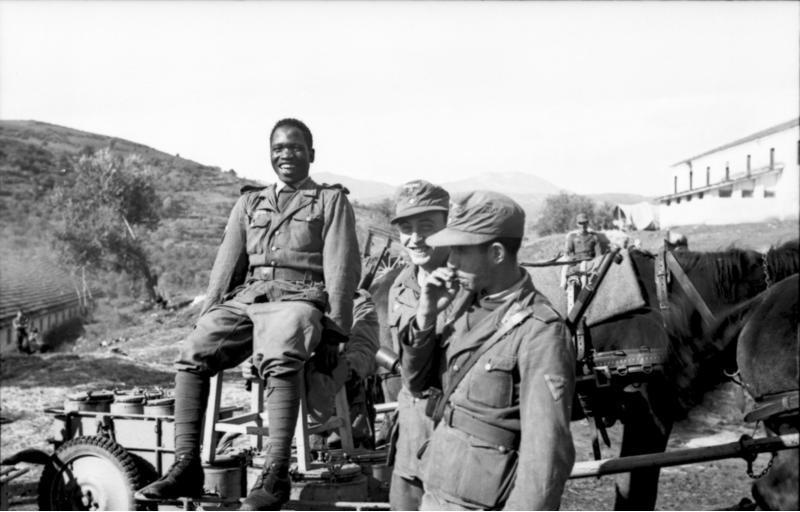
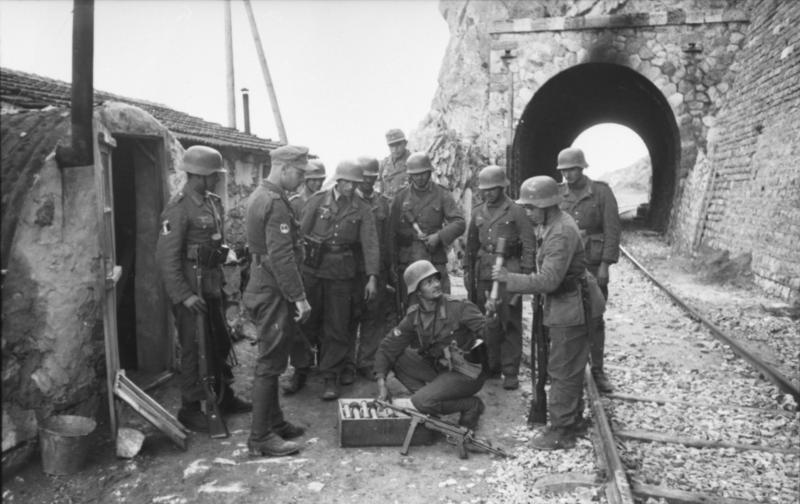